# Skomoroszki (Grodno)
Skomoroszki (biał. Скамарошкі; ros. Скоморошки) – część miasta Grodno na Białorusi. Do 2008 samodzielna wieś.
W latach 1921–1939 wieś Skomoroszki należała do gminy Hornica (której siedzibą była Kopciówka) w ówczesnym województwie białostockim. Według Powszechnego Spisu Ludności z 1921 roku wieś zamieszkiwało 171 osób w 30 budynkach mieszkalnych. 16 października 1933 utworzyła gromadę Skomoroszki w gminie Hornica. Po II wojnie światowej weszła w struktury ZSRR.
24 kwietnia 2008 roku wieś Skomoroszki została przyłączona do Grodna.
Nieopodal znajduje się chutor (dawny folwark) Skomoroszki.